# Хајнц Јиргенс
Хајнц Јиргенс (непознат —  непознат) бивши је немачки спринт кануиста, који се такмичио крајем тридесетих година прошлог века. Учествовао је на 1. Светском првенству 1938. у Ваксхолму (Шведска). Такмичио се у кану двоклеку на 10.000 м. Веслао је у пару са својим земљаком Кристијаном Холценбергом.

## Спортски успеси
Јиргенс и Холценберг освојили су бронзану медаљу у дисциплини кануа двоклека Ц-2 10.000 м.